# Canton de Rians
Le canton de Rians est une division administrative française située dans le département du Var et la région Provence-Alpes-Côte d’Azur.

## Géographie
Ce canton est organisé autour de Rians dans l’arrondissement de Brignoles. Son altitude varie de 254 mètres (Vinon-sur-Verdon) à 692 mètres (La Verdière) pour une altitude moyenne de 457 mètres.

## Histoire
À la suite d'un décret du 27 février 2014, le canton va fusionner avec celui de Saint-Maximin-la-Sainte-Baume, fin mars 2015, après les élections départementales de 2015.

## Représentation

### Conseillers généraux de 1833 à 2015
| Période       | Période          | Identité                                         | Étiquette                      | Qualité |
| ------------- | ---------------- | ------------------------------------------------ | ------------------------------ | --- |
| 1833          | 1839             | Jean Thomas Philibert Garnier                    |                                | Notaire à Cotignac |
| 1839          | 1848             | Jean Joseph Polieucte Mélan                      |                                | Président du Tribunal civil de Brignoles puis Conseiller à la Cour royale d'Aix                                        |
| 1848          | 1852             | François de Gassier                              |                                | Avocat à Rians |
| 1852          | 1865 (décès)     | Alphonse Marie Louis Comte de Sinéty (1811-1865) |                                | Propriétaire, maire d'Esparron                                                                                         |
| 1865          | 1870             | François de Gassier                              |                                | Licencié en droit, avocat Propriétaire à Rians                                                                         |
| 1870          | 1871             | Joseph Roustan                                   |                                | Propriétaire, président de la Commission départementale de Rians                                                       |
| 1871          | 1880             | Ernest de Gassier (fils de F.de Gassier)         | Droite                         | Docteur en droit Propriétaire à Rians                                                                                  |
| 1880          | 1883 (démission) | Achille Berne                                    | Républicain                    | Notaire à Saint-Julien                                                                                                 |
| 1883          | 1886             | Emile Fériaud                                    | Républicain                    | Médecin, maire de La Verdière, conseiller d'arrondissement                                                             |
| 1886          | 1901 (décès)     | Ernest de Gassier                                | Droite puis Républicain rallié | Docteur en droit à Paris                                                                                               |
| 1901          | 1939 (décès)     | Marc-Félicien Richaud (1870-1939)                | Rad. puis SFIO puis PSdF       | Médecin Maire de Ginasservis (1896-1939)                                                                               |
| 1939          | 1940             | siège vacant                                     |                                | |
| 1943          | 1945             | Julien Martin                                    |                                | Maire de La Verdière Nommé conseiller départemental en 1943                                                            |
| 1945          | 1948             | Ernest Jean (1882-1965)                          | PCF                            | Employé à l'octroi de Toulon puis propriétaire Maire de La Verdière (1929–1931 et 1945-1948)                           |
| 1948          | 1949             | Paul Clary (1895-1970)                           | PCF                            | Agriculteur Maire de Rians (1945-1959)                                                                                 |
| 1949          | 1952 (décès)     | Émile Philibert                                  | SFIO                           | Maire de Saint-Julien, ancien secrétaire de mairie et conseiller d'arrondissement                                      |
| 13 avril 1952 | 1973             | André Delorme                                    | SFIO puis PS                   | Cultivateur et négociant Maire de Vinon-sur-Verdon (1953-1971)                                                         |
| 1973          | 1999 (décès)     | Maurice Janetti                                  | PS                             | Instituteur - Directeur d'école Maire de Saint-Julien (1965–1999) Sénateur (1978–1986) Député (1986–1988 et 1996–1999) |
| 1999          | 2015             | Guy Lombard                                      | PS                             | Instituteur - Directeur d'école Adjoint au maire de Ginasservis (Maire de 1971 à 2001)                                 |

### Conseillers d'arrondissement (de 1833 à 1940)
| Période                                  | Période      | Identité                                             | Étiquette | Qualité |
| ---------------------------------------- | ------------ | ---------------------------------------------------- | --------- | --- |
| 1833                                     | 1842         | Honoré-Ignace-Antoine Bourgès (1781-1856)            |           | Notaire à Rians                                                                                             |
| 1842                                     | 1844         | Auguste-Marius Castellan (1785-1868)                 |           | Percepteur, propriétaire, maire de Rians                                                                    |
| 1844                                     | 1848         | Édouard-Grégoire Blanc (1802-1873)                   |           | Notaire, maire de La Verdière                                                                               |
| 1848                                     | 1852         | César-Stanislas André (1821-1878)                    |           | Avocat à Rians                                                                                              |
| 1852                                     | 1858         | François Bourgès (1820-1888)                         |           | Avocat et notaire à Rians                                                                                   |
| 1858                                     | 1865 (décès) | Jean-Baptiste-Polyeucte-Arsène Pailheret (1799-1865) |           | Notaire, maire de Rians                                                                                     |
| 1865                                     | 1870         | Émile-François Vaussan (1820-1872)                   |           | Greffier de la justice de paix à Rians                                                                      |
| 1871                                     | 1874         | André-Gustave Léandre Cachard                        |           | Négociant, propriétaire, maire de Saint-Zacharie                                                            |
| 1874                                     | 1880         | Joseph-Marius-Ernest Pothonier (1832-1887)           |           | Notaire à La Verdière                                                                                       |
| 1880                                     | 1883         | Émile Fériaud                                        |           | Médecin à La Verdière                                                                                       |
| 1883                                     | 1892         | Edmond Constantin                                    |           | Boulanger, maire de Vinon                                                                                   |
| 1892                                     |              | Louis Pellas                                         |           | Voyageur de commerce, propriétaire, maire de Vinon                                                          |
|                                          |              |                                                      |           | |
|                                          | 1903 (décès) | M. Brun                                              |           | |
|                                          |              |                                                      |           | |
| 1913                                     | 1919         | Arthur Leydet                                        |           | Maire de Rians                                                                                              |
| 1919                                     | 1928         | Émile Philibert                                      | PRS       | Propriétaire, maire de Saint-Julien                                                                         |
| 1928                                     | 1940         | Albert Berne (1884-1947)                             | SFIO      | Officier en retraite et propriétaire, premier adjoint au maire de Saint-Julien                              |
| 1940                                     |              |                                                      |           | Les conseils d'arrondissement ont été suspendus par la loi du 12 octobre 1940 et n'ont jamais été réactivés |
| Les données manquantes sont à compléter. |              |                                                      |           | |

## Composition
Le canton de Rians groupe six communes et compte 13 696 habitants (recensement de 2010 sans doubles comptes).
| Nom               | Code Insee | Intercommunalité                        | Superficie (km2) | Population (dernière pop. légale) | Densité (hab./km2) |
| ----------------- | ---------- | --------------------------------------- | ---------------- | --------------------------------- | ------------------ |
| Rians (chef-lieu) | 83104      | CC Provence Verdon                      | 96,87            | 4 284 (2014)                      | 44                 |
| Artigues          | 83006      | CC Provence Verdon                      | 31,85            | 240 (2014)                        | 7,5                |
| Ginasservis       | 83066      | CC Provence Verdon                      | 37,47            | 1 636 (2014)                      | 44                 |
| Saint-Julien      | 83113      | CC Provence Verdon                      | 75,88            | 2 345 (2014)                      | 31                 |
| La Verdière       | 83146      | CC Provence Verdon                      | 68,16            | 1 645 (2014)                      | 24                 |
| Vinon-sur-Verdon  | 83150      | CA Durance-Luberon-Verdon Agglomération | 36,00            | 4 218 (2014)                      | 117                |

## Démographie
| 1962  | 1968  | 1975  | 1982  | 1990  | 1999  | 2006   | 2009 |
| ----- | ----- | ----- | ----- | ----- | ----- | ------ | ---- |
| 3 716 | 4 745 | 5 102 | 6 117 | 8 290 | 9 776 | 12 454 | -    |